# ده حيدر (حسين أباد)
ده حیدر (بالفارسية: ده حیدر) هي قرية تقع في إيران في قسم حسین أباد. يقدر عدد سكانها بـ 0 نسمة بحسب إحصاء 2016.